# Caesar's Palace World Pro Championships 1971
Il Caesar's Palace World Pro Championships 1971 è stato un torneo di tennis. È stata la 1ª edizione del torneo, che fa parte del Virginia Slims Circuit 1971. Si è giocato a Las Vegas negli Stati Uniti, dal 12 al 18 aprile 1971.

## Campionesse

### Singolare
Ann Haydon-Jones ha battuto in finale  Billie Jean King con il punteggio di 7–5, 6–4

### Doppio
Françoise Dürr /  Ann Jones hanno battuto in finale  Rosie Casals /  Billie Jean King con il punteggio di 0–6, 6–2, 6–4